# Google News Archive Search
Google News Archive Search（グーグル・ニュース・アーカイブ・サーチ）は、インターネット検索大手のGoogleが提供していた古いニュース記事の検索サービス。サービスの提供が始まったのは2006年9月5日。英語で書かれたニュースを中心に世界の様々な言語で書かれたニュースを、過去約200年分に渡って検索可能。検索対称言語は2008年2月現在、日本語を含んだ43言語。記事は、全文が無料で読めるものと、冒頭文のみ無料であとは何がしかの費用が必要なものと、に分かれる。
2011年、グーグルは当アーカイブ・プロジェクトにもう情報を追加しない、と発表した 2011年8月4日、突如としてニュース・アーカイブ・サーチのトップページは利用できなくなり、サービスはGoogleニュースに統合された。